# Gouda-zegels
De Gouda-zegels zijn drie postzegels van 4 cent, 8 cent (cijferzegel Van Krimpen) en 12 cent (Juliana en-profil) welke werden gedrukt op fluorescerend papier (NVPH-nummer 774-776) ten behoeve van een proef met een stempelmachine in Gouda. De postzegels werden op 27 augustus 1962 uitgegeven en op 17 november werd de desbetreffende stempelmachine in gebruik genomen.
Dit zijn de enige fluorescerende postzegels die in Nederland zijn uitgegeven. In 1967 volgde in Rotterdam een proef met Europazegels op fosforescerend papier.

## Trivia
De Gouda-zegels moeten niet worden verward met de Goudse glazen-zegels uit 1931.